# LR Большого Пса
LR Большого Пса (лат. LR Canis Majoris), HD 52567 — одиночная переменная звезда в созвездии Большого Пса на расстоянии приблизительно 3454 световых лет (около 1059 парсеков) от Солнца. Видимая звёздная величина звезды — от +9,41m до +9,28m.

## Характеристики
LR Большого Пса — бело-голубой яркий гигант, пульсирующая переменная звезда типа Альфы Лебедя (ACYG:) спектрального класса B9II.